# 有声軟口蓋破裂音
有声軟口蓋破裂音（ゆうせい なんこうがい はれつおん）とは子音の類型の一つ。後舌面と軟口蓋で閉鎖を作って開放することによって起こる破裂音。声帯振動を伴う。国際音声字母で[ɡ]と表記される。

## 字形
[ɡ] は、厳密にいうと印刷においても  ではなく筆記体に似た  となり、Unicode 上でも音声記号と ASCII のラテン文字 g は区別されている。ただし、通常の g (U+0067) を使っても構わないことになっている。

## 特徴
- 気流の起こし手 - 肺臓気流機構からの呼気。
- 発声 - 声帯の振動を伴う有声音。
- 調音
  - 調音位置 - 後舌面と軟口蓋による軟口蓋音。
  - 調音方法
    - 口腔内の気流 -
    - 調音器官の接近度 - 完全な閉鎖を作り、一気に開放することによって生じる破裂音。
    - 口蓋帆の位置 - 口蓋帆を持ち上げて鼻腔への通路を塞いだ口音。

## 変種
この音のバリエーションには以下のような記号をつけて記述する。
| IPA             | 記述         |
| --------------- | ------------ |
| [ɡ]             | 普通の g     |
| [ɡʱ] または [ɡ̈] | 息もれ声の g |
| [ɡ̃]             | きしみ声の g |
| [ɡʲ]            | 口蓋化した g |
| [ɡʷ]            | 唇音化した g |
| [ɡ̚]             | 内破音の g   |
| [ɡ̊]             | 無声化した g |

## 言語例
この音は多くの言語に存在する。
- 日本語 - が [ɡa]。が、ごなどが行の頭子音に現れる。ただし、母音間では摩擦音 [ɣ] や鼻音 [ŋ] が現れることも多い。ぎや拗音ぎゃ、ぎゅ、ぎょでは口蓋化した[ɡʲ]が現れる。
- 英語 - get [ɡɛt]。g で表記される。ただし、gはいつもこの音を著すわけではなく、e や i の前では固有語を除いて有声後部歯茎破擦音 [dʒ] と発音される。
- キリル文字 - г
- ギリシア語 - 古くは γ がこの音で発音されたが、時代が下るにつれ摩擦音に変化した。現代でこの音をあらわすには γκ の連字を用いる。